# England expects that every man will do his duty

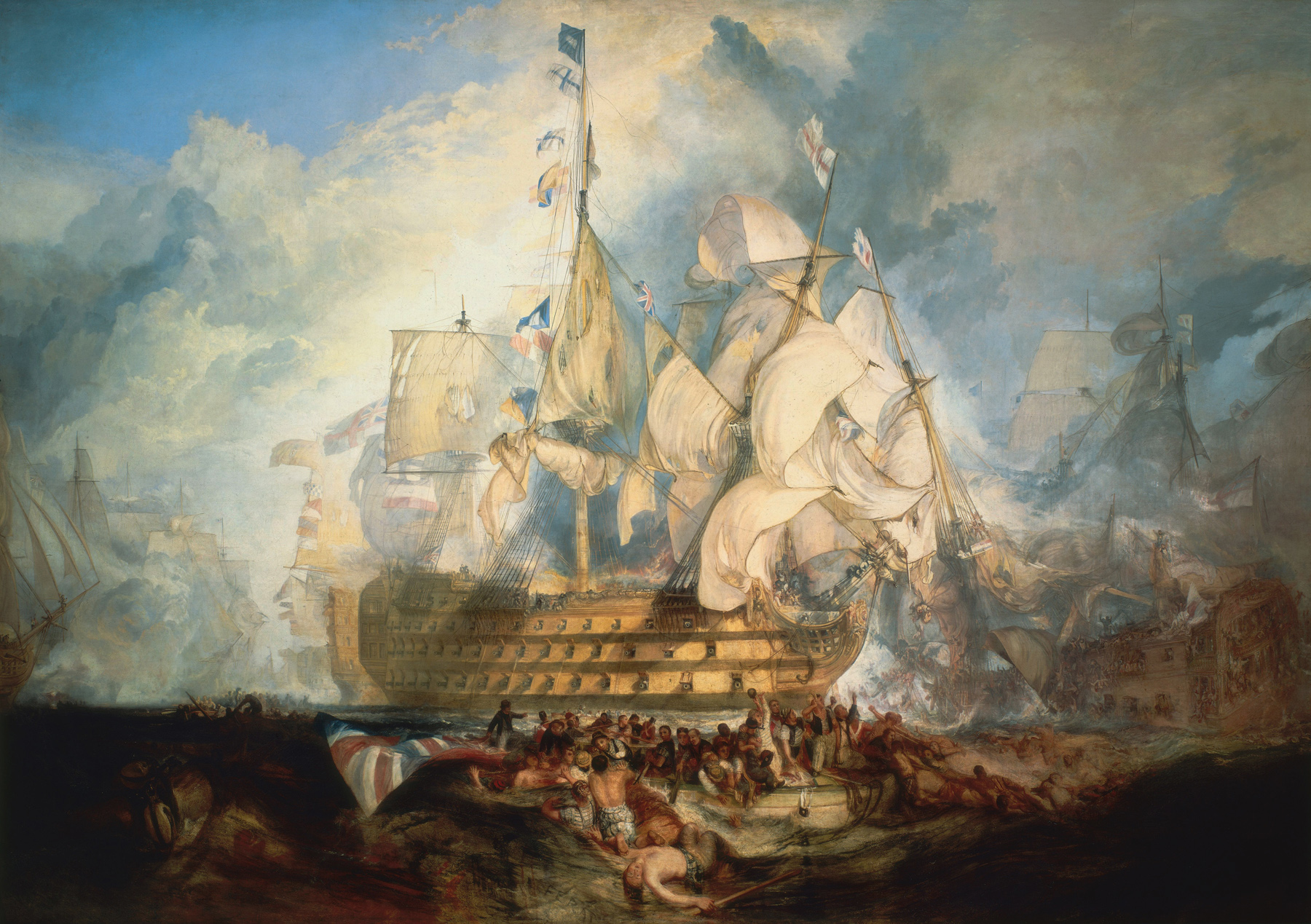
The Battle of Trafalgar, de J. M. W. Turner (oli sobre tela, 1822-1824), mostra les últimes tres lletres d'aquest cèlebre senyal onejant al Victory.

England expects that every man will do his duty (‘Anglaterra espera que cada home compleixi el seu deure’) fou un senyal enviat per Horatio Nelson, 1r Baró Nelson, vicealmirall de la Royal Navy, des del seu vaixell insígnia HMS Victory just abans del començament de la batalla de Trafalgar el 21 d'octubre del 1805. A Trafalgar, l'enfrontament naval decisiu de les Guerres Napoleòniques, el Regne Unit confirmà la seva supremacia naval i esvaí tota possibilitat d'una invasió francesa de Gran Bretanya. Malgrat que després de la batalla hi hagué una gran confusió quant a les paraules exactes del senyal, la importància de la victòria i la mort de Nelson a Trafalgar feren que la frase quedés gravada en la consciència nacional anglesa i que hagi estat citada, parafrasejada i referenciada moltes vegades fins a l'actualitat. És considerat el missatge més cèlebre de la història naval.

## Lord Nelson i l'HMSVictory

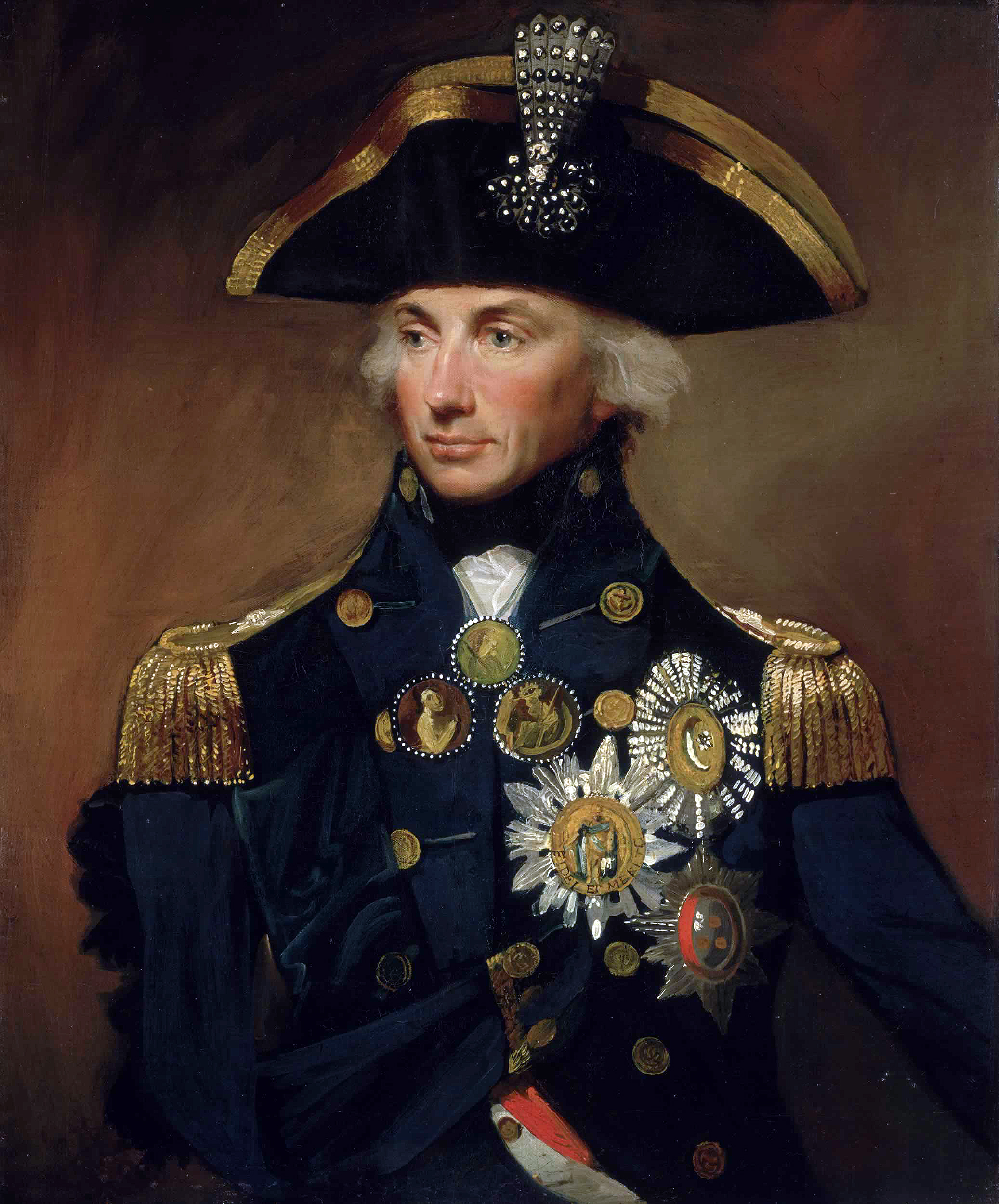
Horatio Nelson pintat per Lemuel Francis Abbott

Horatio Nelson fou nomenat almirall el 1797 i destinat a lluitar contra els espanyols a les costes de l'Atlàntic, on perdé un braç en un dels combats. Un cop recuperat de les ferides fou destinat a atacar la flota francesa del Mediterrani, que finalment pogué fer desembarcar un exèrcit a Egipte per tallar la ruta britànica a l'Índia. Després de buscar-lo durant mesos, finalment sorprengué i destruí l'estol francès l'1 d'agost de 1798 en la batalla del Nil, deixant Napoleó aïllat a Àfrica durant mesos.
El 1800 Nelson rebé el comandament d'un estol que s'uní al que menava l'almirall sir Hyde Parker per combatre la coalició entre Dinamarca, Suècia, Rússia i Prússia, anomenada la "neutralitat armada". Destruí la flota danesa a la Primera Batalla de Copenhaguen l'abril del 1801, i la coalició es desfeu immediatament. Més tard rebé el comandament de l'HMS Victory com a cap de la flota del Mediterrani el 1803, bloquejant la flota francesa al port de Toló fins al 1805, quan se li escapà per iniciar els plans de conquesta de les illes Britàniques.

## Guerra de la Tercera Coalició
Napoleó planejava envair les Illes Britàniques reunint la Grande Armée de 180.000 soldats a Boulogne-sur-Mer, desembarcant tropes a Irlanda per provocar una rebel·lió, eliminar les afeblides defenses britàniques al canal i ajudar a transportar les tropes franceses a través del Canal de la Mànega. Per això, elaborà un complex pla per distreure els britànics, amenaçant les seves possessions a les illes del Carib.
A principis del 1805, l'esquadra francesa de Toló s'uní a l'espanyola i navegà fins a les Antilles amb la intenció d'allunyar la flota anglesa d'Europa. Els continus conflictes navals i colonials, incloent-hi l'anomenada Acció de 1805 (quan tres vaixells francesos atacaren un navili i un vaixell de càrrega britànics) marcaren la tònica durant uns mesos. El pla de distracció de la flota britànica fallà quan la flota francoespanyola, comandada per l'almirall Pierre-Charles Villeneuve, ja de retorn de les Antilles, es retirà després d'una acció poc decidida al juliol de 1805 en la batalla del Cap Finisterre. Villeveuve es veié bloquejat a Cadis per Nelson fins que la flota combinada sortí de nou el 19 d'octubre amb destinació a Nàpols, sent encalçada per l'estol britànic el 21 d'aquell mateix mes.

## Senyals durant la batalla
Mentre la flota britànica s'acostava a les flotes rivals combinades de França i Espanya, Lord Nelson envià per mitjà de senyals totes les instruccions de batalla necessàries a les seves naus. Tanmateix, conscient de la transcendència dels esdeveniments que estaven a punt de tenir lloc, Lord Nelson sentí que calia quelcom més. Ordenà al seu oficial de senyals, el Tinent John Pasco, que enviés el senyal a la flota, tan aviat com fos possible, el missatge "Englands confides that every man will do his duty" (Anglaterra confia que cada home complirà el seu deure). Pasco suggerí a Nelson que confides fos substituït per expects ("espera"), car aquesta última paraula es trobava al llibre de senyals, mentre que confides hauria de ser lletrejada lletra per lletra. Nelson hi estigué d'acord (tot i que "expects" dona menys sensació de confiança que "confides"):
| « | El Lord vingué a mi a la toldilla i, després d'ordenar que s'enviessin certs senyals, vers tres quarts de dotze del migdia, em digué: "Mr. Pasco, desitjo dir a la flota: England confides that every man will do his duty", i afegí: "Cal anar ràpid, car he d'enviar un altre missatge quant al combat proper". Jo responguí: "Si el Lord em permet substituir confides per expects, el senyal estarà ràpidament complet, car la paraula expects es troba al vocabulari, i confides ha de ser lletrejat". El Lord respongué ràpidament i, amb una satisfacció aparent: "Això valdrà, Pasco, faci-ho directament". | » |

En aquell temps, el terme Anglaterra era utilitzat habitualment per referir-se al Regne Unit, tot i que la flota britànica incloïa contingents significatius d'Irlanda, Escòcia i Gal·les, a més d'Anglaterra. Així, vers les 11:45 del 21 d'octubre del 1805, el senyal naval més cèlebre de la història britànica fou enviat. No es coneix l'hora exacta en què s'envià el senyal (una font diu que fou tan aviat com dos quarts d'onze), car el missatge fou repetit per la flota, i els diaris de bord no foren escrits fins després de la batalla, però Pasco diu que fou "vers tres quarts de dotze", i els diaris d'altres naus de l'estol també situen el missatge vers aquesta hora.

El cèlebre senyal de Nelson enviat amb les banderes del manual "Telegraphic Signals of Marine Vocabulary", de Popham.

El senyal fou enviat utilitzant el codi de banderes numèric conegut com a "Telegraphic Signals of Marine Vocabulary", dissenyat el 1800 pel Contralmirall Sir Home Popham, i basat en els llibres de senyals creats anteriorment per l'Almirall Lord Howe. Aquest codi assigna els dígits 0-9 a deu banderes de senyals. Aquestes banderes combinades representen números en codi als quals s'assignaven significats per mitjà d'un llibre de codis, distribuït a tots els vaixells de la Royal Navy i carregat amb plom per poder llançar-lo per la borda en cas que la nau fos capturada. Es creu que els nombres en codi eren hissats al pal de messana, un després de l'altre, i que també s'hissà la "bandera telegràfica" per indicar que els senyals utilitzaven el codi de Popham. La paraula "duty" (deure) no estava al llibre de codis, però no fou substituïda, a diferència de "confides" (les dues paraules més properes, "best" millor, i "utmost" màxim, no foren considerades apropiades), de manera que calgué lletrejar-la, fent que el missatge sencer requerís dotze "hissades". (La paraula "duty" fou codificada com es mostra car els números 1-25 representaven les lletres A-Z, sense la J. A més, en l'alfabet d'aquells temps, la V precedia la U). Es creu que això hauria tardat uns quatre minuts. Un equip d'entre quatre i sis homes, encapçalats pel Tinent Pasco, haurien preparat i hissat les banderes a bord del vaixell insígnia de Nelson, l'HMS Victory. El missatge fa evident un dels problemes del codi de Popham: fins i tot la paraula de dues lletres "do" necessitava que s'hissessin tres banderes per enviar el senyal. Es diu que sorgí una gran aclamació mentre el senyal era hissat i repetit per tota la flota.
El missatge "engage the enemy more closely" (entreu en combat amb l'enemic més a prop) fou l'últim senyal de Nelson a la flota, enviat a un quart d'una del migdia, abans que cap canó britànic hagués estat disparat a l'enemic. Aquest missatge fou enviat utilitzant la bandera telegràfica i les banderes 1 i 6. Nelson ordenà que aquest senyal fos hissat i deixat al pal. Hi romangué fins que una canonada el feu caure durant la batalla.

## Després de la batalla

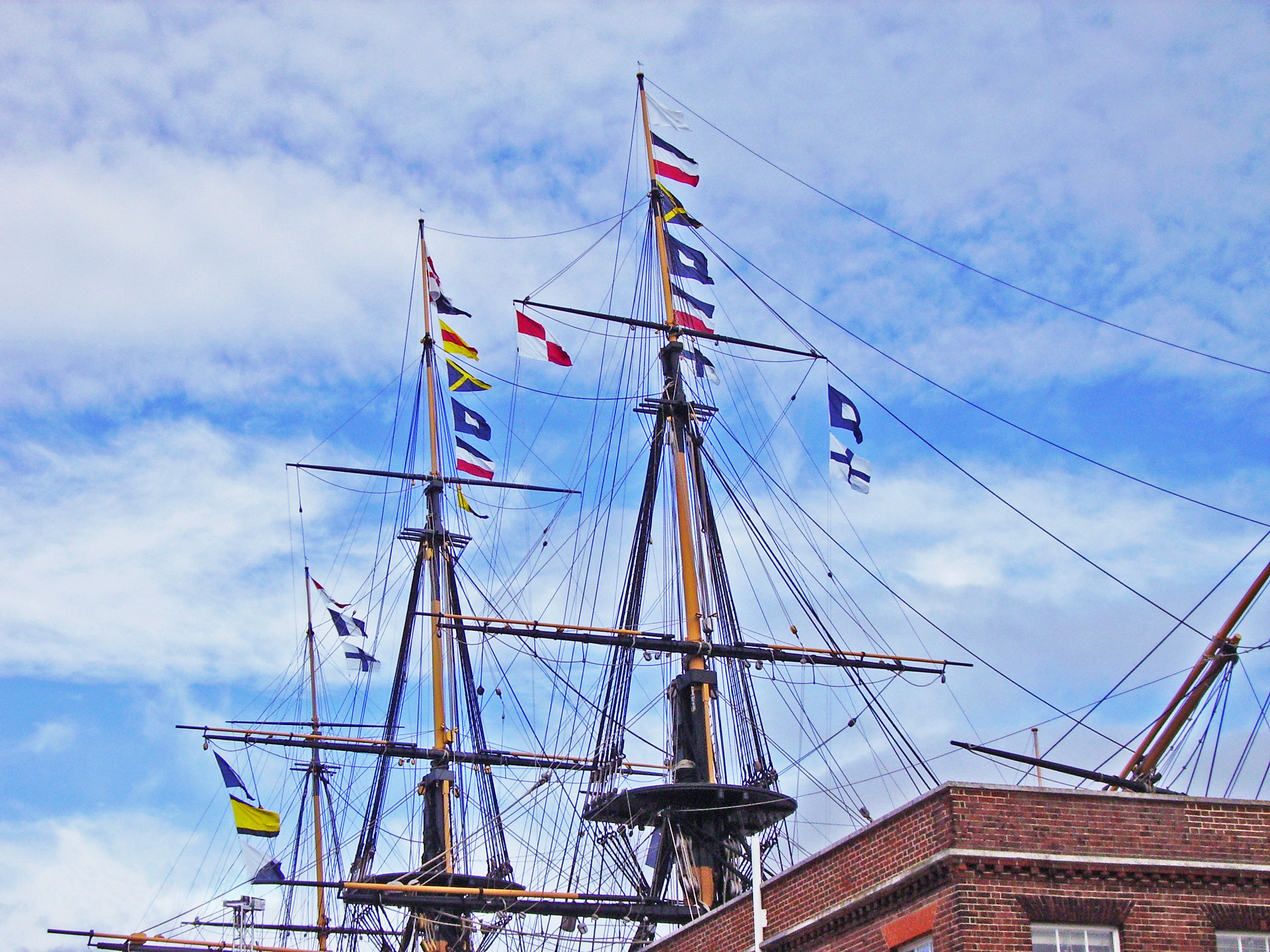
El senyal de Nelson, "England expects that every man will do his duty", hissat al Victory al bicentenari de la Batalla de Trafalgar.

Gairebé immediatament, el senyal començà a ser citat amb errors. Alguns vaixells de la flota enregistraren el missatge com a "England expects every man to do his duty" (ometent "that" i substituint "will" per "to"). Aquesta versió esdevingué tan habitual que és la que està gravada a la base de la Columna de Nelson i a la seva tomba a la Catedral de Saint Paul.
Tanmateix, el diari del Victory i els informes de l'oficial de senyals John Pasco i de Henry Blackwood (capità de la fragata Euryalus), ambdós presents durant la preparació del senyal, estan d'acord amb la forma que es dona aquí. El 1811, el tenor John Braham compongué una cançó, "The Death of Nelson" (La mort de Nelson) incloent-hi les paraules del senyal. La canço esdevingué popular gairebé immediatament i fou cantada arreu de l'imperi Britànic durant el segle xix. Perquè les paraules encaixessin amb la mètrica, foren canviades a "England expects that every man this day will do his duty". Aquesta versió de les paraules també és persistent.
Entre el 1885 i el 1908 es cregué que el senyal fou enviat utilitzant el llibre de codis del 1799, car el 1885 s'observà que aquest llibre no fou substituït fins al 1808. El 1908 es descobrí que, de fet, l'Almirallat havia canviat el llibre de codis al novembre del 1803, després que la versió del 1799 fos capturada pels francesos, i nous llibres de codis havien estat lliurats a la flota de Nelson a Cadis al setembre del 1805. Com a resultat, els llibres publicats entre aquelles dues dates mostren el senyal amb les banderes equivocades.
El senyal encara es pot veure hissat al Victory, al seu dic sec de Portsmouth, cada any per la Diada de Trafalgar (21 d'octubre), tot i que les banderes de senyals es deixen hissades totes alhora, repartides per tots els pals, des de la proa fins a la popa, en lloc de ser hissades paraula per paraula, d'una manera dinàmica, al pal de messana, com seria la norma.

### Senyals similars
El cèlebre senyal de Nelson ha estat imitat en altres flotes del món. Napoleó ordenà que una traducció francesa, "La France compte que chacun fera son devoir", fos inscrita a les naus franceses. A l'obertura de la batalla de Plattsburgh al setembre del 1814, el Comodor Thomas MacDonaugh de la US Navy hissà el senyal "Els mariners conscrits criden cada home a complir el seu deure", en referència al fet que la conscripció de mariners dels Estats Units havia estat una causa popular de la Guerra Anglo-Americana de 1812-1815. Abans de la batalla de Tsushima, l'almirall japonès Tōgō Heihachirō (que havia estudiat ciències navals a Anglaterra entre el 1871 i el 1878) envià el següent senyal a la seva flota: "El destí de l'Imperi depèn de la batalla d'avui: que cada home faci tot el que pugui".

## Referències a la cultura popular

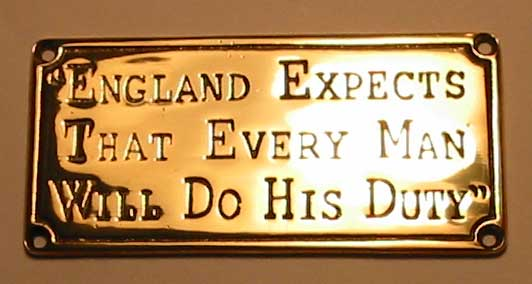
Placa commemorativa en record del cèlebre senyal de Nelson.